# Amedeo Molnár
Amedeo Molnár (Praga, 24 gennaio 1923 – Praga, 31 gennaio 1990) è stato un teologo, storico, medievista e professore universitario ceco.
Fu uno dei principali studiosi di medievistica fra i suoi contemporanei, noto in tutto il mondo soprattutto per le sue ricerche sulla Riforma ceca e protestante e sull'eresia medievale. Personalità poliedrica dalla formazione classica, fu un esperto di patristica, valdismo, Hus e hussitismo e dello sviluppo teologico dei Fratelli boemi.

## Biografia
Amedeo Molnár era il figlio minore dell'ingegnere elettrico Bedřich Molnar e dell'insegnante Anita, nata Selli. Studiò al ginnasio Jirásek di Praga, dove ebbe come insegnante lo storico della letteratura Felix Vodička. Qui, durante il Protettorato di Boemia e Moravia, fu volutamente etichettato come appartenente alla razza ebraica per la sua amicizia con lo studente ebreo Roubíček, che fu torturato nel campo di concentramento di Terezín) al momento del diploma nel 1942.Molnár aveva un'ottima conoscenza del tedesco, dato che il padre era originario di Vienna. Dopo il diploma, dal 1942 al 1945, frequentò un corso di teologia organizzato durante l'occupazione tedesca dal Consiglio sinodale della Chiesa evangelica dei fratelli cechi: le università ceche erano infatti state chiuse durante la guerra.
Dal 1944 al 1945 fu vicario a Železný Brod. Dopo la liberazione della Cecoslovacchia, nel semestre estivo del 1945, si iscrisse alla Facoltà Teologica Hussita e contemporaneamente alla Facoltà di Lettere dell'Università Carolina. Successivamente, nell'anno accademico 1945/1946, studiò a Strasburgo.
Nel 1947 diventò assistente universitario presso la Facoltà Teologica Hussita della capitale ceca e nel marzo 1948 difese la sua dissertazione di dottorato su Lukáš di Praga. Nel maggio dello stesso anno conseguì il dottorato presso l'Università di Strasburgo, discutendo una tesi inerente la seconda generazione dell'Unità dei Fratelli. Nel 1949 fu abilitato all'insegnamento universitario in Storia del cristianesimo presso la Facoltà Teologica Hussita e, dopo la divisione delle facoltà teologiche in hussite e protestanti, nel 1950 fu nominato professore associato di simboli storici presso la Facoltà teologica evangelica Comenius. 
In quel periodo, sposò una teologa, Marie, nata Harantová (1927-2018). Nel 1964 nacque la figlia Marie.
Dal 1957 al 1961 fu segretario del gruppo di lavoro che si occupava della pubblicazione degli scritti di Hus presso l'Istituto per la letteratura ceca dell'Accademia cecoslovacca delle scienze. Dal 1962 fino alla sua prematura scomparsa nel 1990, Molnár fu professore presso il Dipartimento di Storia della Chiesa della Facoltà Teologica Evangelica "Comenius" e, dal 1964, anche professore di Storia del Valdismo presso la Facoltà Valdese di Teologia di Roma. Dal 1982 al 1990 fu anche docente di Storia della Chiesa e Storia della dogmatica anche presso la Facoltà teologica cecoslovacca hussita di Praga.
Nel 1967 gli fu conferito un dottorato honoris causa dall'Università di Parigi.
Durante la sua permanenza alla Facoltà "Comenius" di Praga, A. Molnár fu più volte eletto preside (dal 1972 al 1978; dal 1984 al 1986; nel 1989) o vicepreside. Ricoprì la carica di preside anche nella difficile situazione politica della normalizzazione comunista, quando la stessa esistenza della facoltà era stata più volte minacciata. Tuttavia, il peso delle responsabilità e delle pressioni politiche ebbero ripercussioni sulla sua salute. Come decano nel 1990, contribuì in modo sostanziale alla reintegrazione della Facoltà di Teologia all'interno dell'Università Carolina.

## Attività e pensiero
L'attività di ricerca e di insegnamento di Molnár fu caratterizzata dal senso di responsabilità nei confronti dell'istituzione che gli era stata affidata e delle persone che ne facevano parte. La comprensione della teologia della Riforma, delle sue radici bibliche e dell'eredità della patristica, lo fecero pervenire ad una teologia della crisi. Con una conferenza su questo tema concluse prematuramente la sua attività di insegnante. 
La Riforma rimase sempre al centro dei suoi interessi di studioso. Egli elaborò una distinzione fra prima e seconda Riforma. La prima Riforma era descritta nella letteratura  come un movimento eretici e, per lo più dagli autori tedeschi, era definita in modo spregiativo come "pre-riforma". Una caratteristica distintiva di questi movimenti era la critica implacabile di una società che non si schierava a favore degli "offesi e degli umiliati". 
La "seconda Riforma" (Martin Lutero, Giovanni Calvino, ecc.), pur essendo teologicamente più radicale, si rallegrava del dono della grazia e della libertà nel sacrificio vicario di Cristo, era socialmente più conservatrice e disponibile al compromesso, presentando forse un'eccessiva fiducia nel potere secolare.
Questa distinzione tra prima e seconda Riforma suscitò tra gli storici e i teologi un dibattito ancora non concluso, anche relativamente alla possibile revoca dell'associazione della prima Riforma con i movimenti eretici. 
Nei suoi rapporti con la Riforma ceca e mondiale, Molnár osservò con scetticismo lo sviluppo del Protestantesimo, della cui identità riformatrice si preoccupava. Individuò la causa del fallimento storico della Chiesa protestante nel venir meno della sua tensione escatologica e nella sua crescente istituzionalizzazione, vale a dire nel fatto che essa non riuscì a resistere alla tentazione del potere.
Le pubblicazioni Patrologie v kostce (La patrologia in breve, 1950) e Lístky o jauné círk (1952) restituirono ai lettori cechi una rinnovata visione della patristica.In merito ai movimenti medievali di riforma della Chiesa o che furono suoi dichiarati nemici, avvertiva come un'offesa il fatto che fossero comunemente etichettati come eretici. 
Molnár si guadagnò fama e rispetto a livello internazionale soprattutto grazie ai suoi studi e alle sue monografie sui valdesi. Il libro Valdenští. Evropský rozměr jejich vzdoru (1973) fu pubblicato in varie edizioni nel corso degli anni: ampliato, riveduto e tradotto in lingue straniere (Storia dei Valdesi, 1974), Les Vaudois au Moyen Age (in collaborazione con J. Gonnet, 1974), A Challenge to Constantinism. The Waldensian Theology in the Middle Ages (1976), Die Waldenser (1980).
Na rozhraní věků. Cesty reformace(prima edizione nel 1985; edizione riveduta nel 2007) presentò i protagonisti della Riforma ceca ed europea (Jan Hus, Giovanni Calvino, Martin Lutero, Huldrych Zwingli e l'Unità dei Fratelli) in brevi e brillanti ritratti letterari. L'autore illustrò la lotta culturale e religiosa che si svolse in Europa nel XV e XVI secolo, ponendo i riformatori sul piano della gente comune, senza sorvolare sui conflitti interiori e sottolineando aspetti che sarebbero stati altrimenti trascurati da altri autori.